# Fuori noi
Fuori noi è un singolo del gruppo musicale italiano Zero Assoluto, pubblicato il 24 luglio 2020.

## Descrizione
Prima pubblicazione inedita del duo a distanza di quattro anni da Di me e di te, il brano è stato realizzato con la partecipazione vocale del cantautore italiano Gazzelle e festeggia idealmente un quarto di secolo di carriera del duo.

## Tracce
1. Fuori noi (feat. Gazzelle) – 2:34